# Simone Mottini
Simone Giuseppe Mottini (Livigno, 23 marzo 1970) è un ex sciatore freestyle italiano.

## Biografia
Nato a Livigno, in provincia di Sondrio, nel 1970, a 21 anni ha partecipato ai Giochi olimpici di Albertville 1992, nelle quali il freestyle faceva il suo esordio olimpico, nella gara di gobbe, concludendo le qualificazioni al 24º posto, con 19.92 punti, non riuscendo ad arrivare in finale, alla quale accedevano i primi 16.
2 anni dopo ha preso parte anche alle Olimpiadi di Lillehammer 1994, sempre nelle gobbe, terminando 22° nelle qualificazioni, con 22.87 punti, anche in questo caso non accedendo alla finale.
Dopo il ritiro, nel 1994, ha aperto un centro ottico a Livigno.